# Santiago Salvador Franch
Santiago Salvador Franch (Castellseràs, Baix Aragó, 1862 - Barcelona, 21 de novembre de 1894) va ser un anarquista aragonès que va guanyar notorietat quan, el 7 de novembre 1893, va llançar dos artefactes explosius contra l'audiència del Gran Teatre del Liceu de Barcelona. Va ser executat el 21 de novembre de 1894.

## Biografia
Els seus pares eren camperols acomodats. Amb 16 anys va decidir anar a Barcelona, on hi va viure tres anys seguits. Però, no s'establiria definitivament en aquesta ciutat fins que es va casar. Es va establir com a taverner, però el negoci va resultar un fracàs. Després es va emprar de jornaler. Abans de cometre l'atemptat, es dedicava a vendre alcohol de contraban.
Vinculat des de jove a diversos grups anarquistes, va participar en diverses accions de violència revolucionària. El meu desig —dirà posteriorment— era destruir la societat burgesa, a la qual l'anarquisme té declarada la guerra oberta; i em vaig proposar atacar l'organització actual de la societat per implantar el comunisme anàrquic. No em vaig proposar matar a unes persones determinades. M'era indiferent matar uns o uns altres. El meu desig consistia a sembrar el terror i l'esglai.

## L'atemptat
El 7 de novembre de 1893, en l'obertura de la temporada d'hivern del Gran Teatre del Liceu de Barcelona, durant el segon acte de l'òpera "Guillem Tell" de Gioachino Rossini, Santiago Salvador Franch va llançar, des de la galeria del cinquè pis del teatre, dues bombes Orsini contra el públic, integrat majoritàriament per membres de la burgesia catalana. De les dues bombes només en va explotar una, provocant 14 morts i 35 ferits. Enmig de la confusió que va seguir a l'explosió, Salvador Franch va aconseguir sortir del teatre sense ser vist.
La bomba Orsini que no va explotar, ja que la seva caiguda va quedar esmorteïda pel cos d'una dona morta per la primera bomba, suposadament, després del tancament del cas, es va enviar al Museu d'Història de Barcelona per formar part de la seva col·lecció permanent, encara que posteriorment van sorgir dubtes de la seva autenticitat.

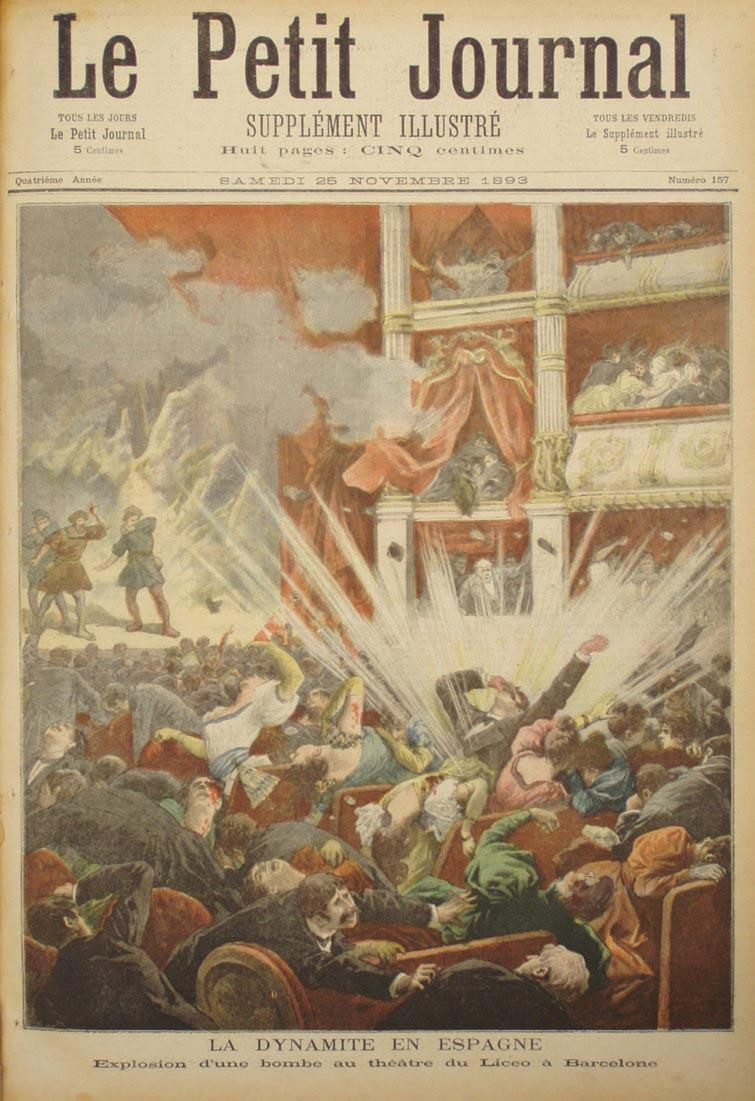
Atemptat al Liceu de Barcelona en la tapa de la publicació francesa Le Petit Journal.

## Detenció i execució
Com a conseqüència de l'atemptat, es va declarar la llei marcial a Barcelona i centenars de militants anarquistes innocents van ser arrestats i torturats per les forces de seguretat. L'autoria de l'acció inicialment es va atribuir a Josep Codina i després a Mariano Cerezuela, tots dos anarquistes que seran executats el 21 de maig de 1894 com ja ho fou Manuel Archs i Solanelles.
El 2 de gener de 1894, Salvador Franch va ser capturat a Saragossa. Per evitar la seva captura va intentar suïcidar-se dues vegades sense aconseguir-ho. Immediatament va ser portat a la presó del castell de Montjuïc, i no serà jutjat fins a l'11 de juliol. Durant el judici, va dir que va cometre l'atemptat per venjar l'execució de Paulí Pallás i Latorre, al que coneixia i admirava.
El 21 de novembre 1894, Santiago Salvador Franch va ser executat a garrot vil en una plaça de Barcelona a les mans del botxí Nicomedes Méndez López. Tenia 32 anys i era pare de dues filles. El seu testament es conserva a l'Arxiu Històric de Protocols de Barcelona.
L'atemptat de Salvador Franch tindrà importants conseqüències polítiques i socials. Tots els drets i llibertats civils van ser suspesos, es va declarar la llei marcial a Barcelona durant l'any i l'atac serà constantment utilitzat com una excusa per a la persecució sistemàtica de la premsa anarquista, els sindicats i altres organitzacions.